# Clarence Clifton Young

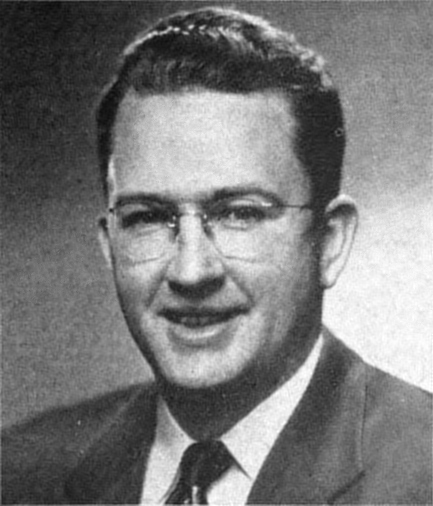
Clarence Clifton Young (1955)

Clarence Clifton Young (* 7. November 1922 in Lovelock, Nevada; † 3. April 2016 in Reno, Nevada) war ein US-amerikanischer Jurist und Politiker. Zwischen 1953 und 1957 vertrat er den Bundesstaat Nevada im US-Repräsentantenhaus.

## Frühe Jahre
Clarence Young besuchte die öffentlichen Schulen seiner Heimat und anschließend bis 1943 die University of Nevada. Während des Zweiten Weltkrieges diente er ab 1943 in der US Army. Dabei war er auf dem europäischen Kriegsschauplatz eingesetzt. Bei Kriegsende hatte er es bis zum Major gebracht. Nach dem Krieg studierte Young an der juristischen Fakultät der Harvard University. Nach seiner 1949 erfolgten Zulassung als Rechtsanwalt begann er in Reno in seinem neuen Beruf zu arbeiten. Von 1950 bis 1952 war er bei der Verwaltung des Washoe County angestellt.

## Kongressabgeordneter
Young wurde Mitglied der Republikanischen Partei. Im Jahr 1952 war er Vorsitzender der Nachwuchsorganisation seiner Partei in Nevada. Seit 1950 war er Delegierter auf allen Parteitagen in seinem Heimatstaat. 1952 wurde er in das US-Repräsentantenhaus gewählt, wo er am 3. Januar 1953 Walter S. Baring ablöste. Nach einer Wiederwahl im Jahr 1954 konnte er sein Mandat im Kongress bis zum 3. Januar 1957 ausüben. Bei den Wahlen des Jahres 1956 verzichtete Clarence Young auf eine erneute Kandidatur. Stattdessen kandidierte er erfolglos für einen Sitz im US-Senat. Sein Sitz im Repräsentantenhaus fiel wieder an Walter Baring.

## Weiterer Lebenslauf
Nach dem Ende seiner Zeit im Kongress arbeitete Young wieder als Rechtsanwalt in Reno. Zwischen 1966 und 1980 war er Mitglied des Senats von Nevada. Im Jahr 1985 wurde er Richter am Supreme Court of Nevada und von 1989 bis 1990 war er als Chief Justice dessen Vorsitzender. Zuletzt lebte Clarence Young in Reno.